# 12626 Тіммерман
12626 Тіммерман (12626 Timmerman) — астероїд головного поясу, відкритий 25 березня 1971 року.
Тіссеранів параметр щодо Юпітера — 3,365.